# Goethe-Institut
Il Goethe-Institut (AFI: [ˈɡøːtə ʔɪnstiˈtuːt]) è l'istituto culturale della Repubblica Federale Tedesca. È un'associazione che non ha scopo di lucro e che serve a promuovere la lingua tedesca nel mondo e a rilanciare l'immagine della Germania. L'istituto prende il nome dallo scrittore ottocentesco tedesco Johann Wolfgang von Goethe.
Fu fondato nel 1951 a Monaco di Baviera dove oggi si trova la sede centrale, alla quale si aggiungono 13 filiali sul territorio tedesco. Inoltre sono 159 le sedi presenti in 94 paesi diversi, tra cui 4 in Italia, nelle città di Milano, Napoli, Palermo e Roma. Ogni anno, in tutto il mondo, oltre 246 000 persone partecipano ai corsi di tedesco offerti dal Goethe-Institut.
Negli ultimi anni il Goethe-Institut italiano, oltre a promuovere l'apprendimento della lingua tedesca in Italia, si è posto molteplici obiettivi atti a stimolare il dialogo culturale e mettere a disposizione informazioni sulla Germania. A questo scopo organizza diverse iniziative quali incontri, conferenze, vacanze studio, mostre, ed è da anni un punto di riferimento per tutti coloro che intendono approcciarsi alla cultura tedesca.
Nel 2014 il Bundestag (parlamento tedesco) ha stanziato altri 16 600 000 euro per sostenere e per permettere al Goethe-Institut di realizzare i propri obiettivi.
Ogni due anni, il Goethe-Institut organizza le Olimpiadi tedesche internazionali insieme all'Associazione internazionale degli insegnanti di tedesco (Der Internationale Deutschlehrerinnen- und Deutschlehrerverband, IDV), una competizione studentesca con tre gradi di livello.
Membro dell'EUNIC (European Union National Institutes for Culture - Istituti di Cultura Nazionali dell’Unione Europea), rappresenta un luogo d'apprendimento e d'incontro: impiegando la lingua e la cultura come strumenti di scambio, presenta all'estero la cultura tedesca, sia classica, sia contemporanea, spaziando dalla musica al teatro, dalla letteratura al cinema, fino all'architettura e alle arti figurative e multimediali.
Il Goethe-Institut è membro fondatore dell'ALTE (Association of Language Testers in Europe), un'associazione di istituzioni che elaborano test linguistici fondata nel 1990 che conta attualmente 31 membri che elaborano e producono test linguistici in 26 lingue europee.
Le certificazioni linguistiche del Goethe-Institut sono riconosciute a livello internazionale, corrispondono al Quadro comune europeo di riferimento per la conoscenza delle lingue (QCER) e aprono le porte alle università di lingua tedesca e al mondo del lavoro.

## Storia

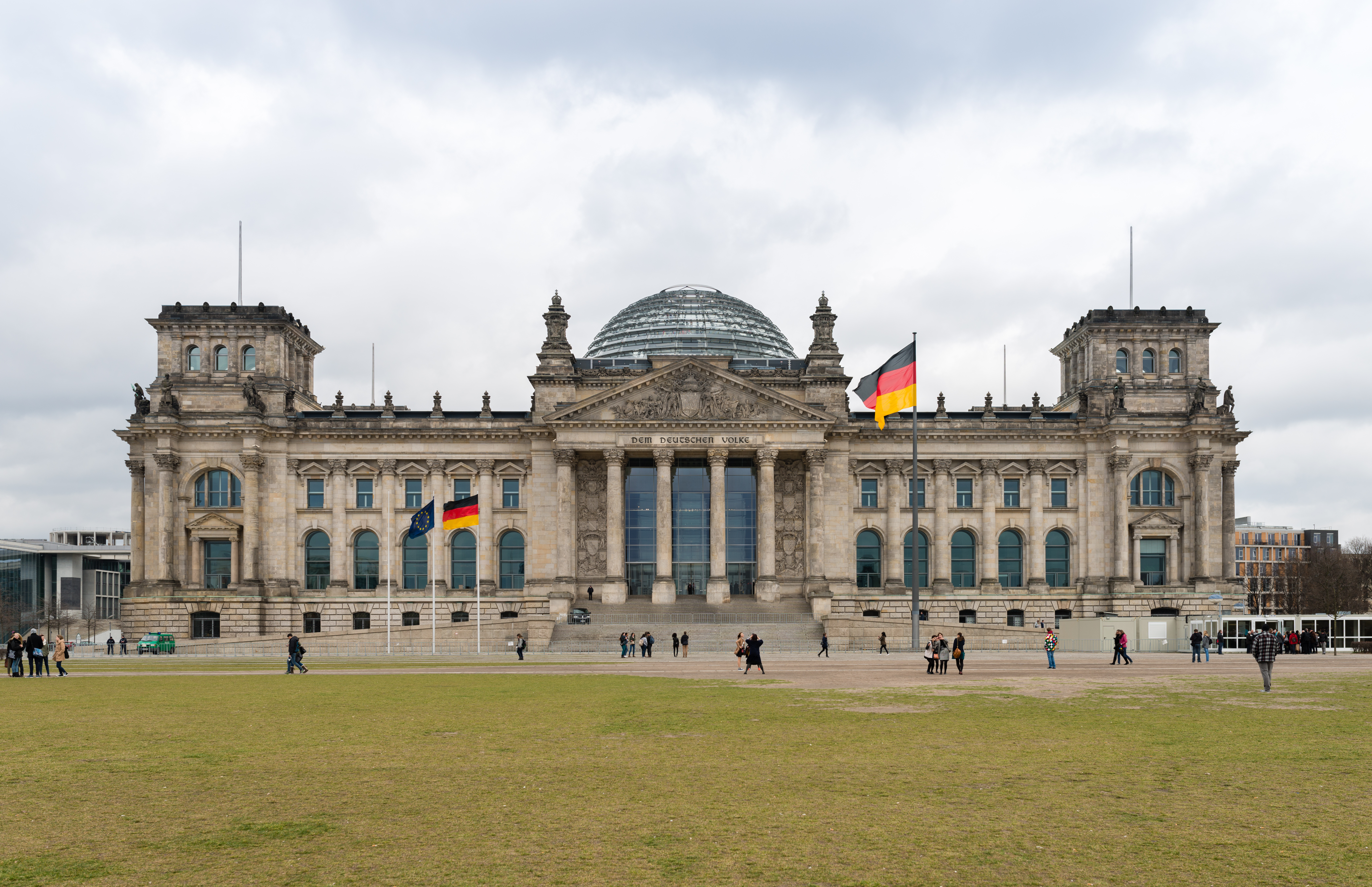
(Bundestag) Parlamento Tedesco

- 1951: anno di fondazione del Goethe-Institut che subentra alla vecchia Accademia Tedesca (Deutsche Akademie, DA)[4].
- 1953: a Bad Reichenhall in Baviera iniziano i primi corsi di tedesco e presto, a seguito della crescente domanda, si aggiungono i nuovi centri di apprendimento a Murnau am Staffelsee e Kochel am See. L'obiettivo è selezionare città piccole e idilliache che mostrino al meglio l’immagine della Germania del dopoguerra oltre a promuovere la lingua tedesca. Le lezioni seguivano il primo libro di testo sviluppato dal Goethe-Institut, il famoso "Schulz-Griesbach"[4].
- 1953-55: le docenze estere di ciò che era la Deutsche Akademie passano al Goethe-Institut. I compiti dell'istituto sono ora l'insegnamento del tedesco, la formazione degli insegnanti e fornire gli eventi culturali che accompagnano i corsi.
- 1959-60: su iniziativa del direttore della sezione artistica del Ministero degli Affari Esteri Dieter Sattler, il Goethe-Institut ingloba tutti gli altri istituti di cultura tedesca presenti all'estero, diventando così l'unico centro di riferimento al mondo[4].
- 1968: influenzato dalle contestazioni studentesche della fine degli anni '60, il Goethe-Institut riadatta e aggiorna il suo programma, ampliandolo con eventi culturali che includono temi sociopolitici e arte d'avanguardia[4].
- 1976: il Ministero degli Affari Esteri e il Goethe-Institut firmano un accordo che permette al Goethe di diventare un'organizzazione indipendente[4].
- 1980: viene redatto un nuovo progetto sulla collocazione delle sedi: in origine situate in piccoli centri abitati, soprattutto in Baviera, vengono ora spostate nelle grandi città e nelle sedi universitarie.
- 1989: la caduta del muro di Berlino segna una svolta per la Germania e per il Goethe-Institut. Le sue attività, negli anni '90 incentrate sull'Europa occidentale, vengono ampliate su nuovi fronti fino ad allora inaccessibili per motivi politici, quali l'Europa orientale. Nascono numerosi nuovi istituti in questi paesi[4].
- 2001: il Goethe-Institut si fonde con l'Inter Nationes[4].
- 2004: apertura di una sede a Pyongyang (Corea del Nord), chiusa poi nel 2009.
- 2005: il 29 aprile 2005 il Goethe-Institut di Lomé in Togo è stato oggetto di devastazioni e dato alle fiamme da parte di giovani che, dopo aver sparato contro l'edificio, hanno preso d'assalto l'Istituto Culturale. A seguito della campagna elettorale antitedesca del governo Togolese, è plausibile che si sia trattato di un atto politico. Secondo l'opinione dell'allora governo del Togo, la Germania si schierava dalla parte dell'opposizione togolese. Dopo questo attacco, tutti i cittadini tedeschi residenti in Togo furono chiamati a lasciare il Paese[5].
- 2005: il Goethe-Institut riceve il premio "Principe delle Asturie" (Spagna).
- 2007: per la prima volta il Parlamento Tedesco stanzia e aumenta i fondi destinati al Goethe-Institut[4].
- 2010: esce un cortometraggio umoristico realizzato dal disegnatore e regista italiano Bruno Bozzetto, dal titolo Va bene, incentrato sugli stereotipi e le differenze tra Italia e Germania, realizzato per il Goethe-Institut Italiano[4].
- 2014: apertura di una sede in Birmania.

## Organizzazione

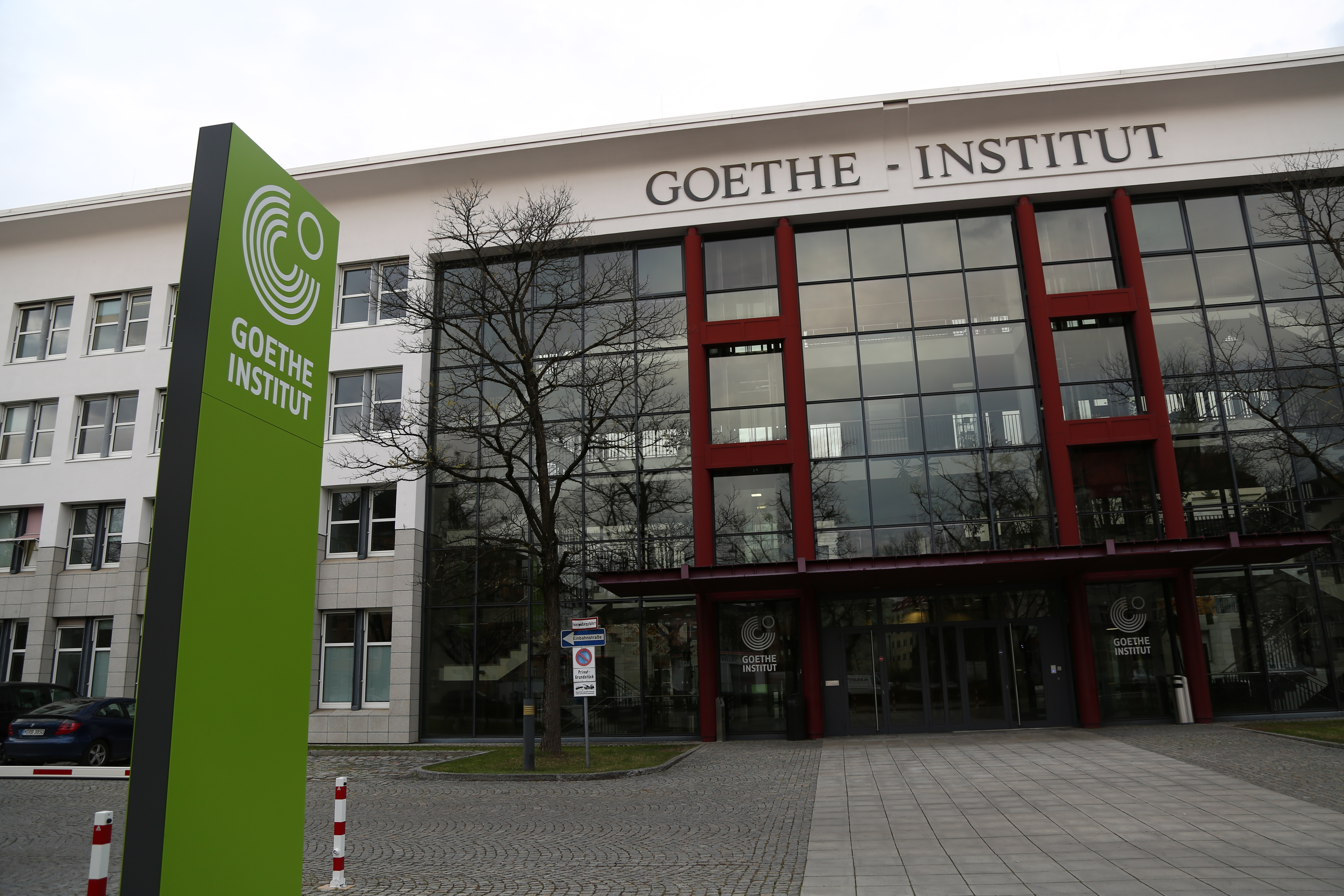
Sede centrale a Monaco di Baviera

### Strutture
Il Goethe-Institut ha sede a Monaco di Baviera. L'istituto ha filiali in tredici città in Germania e 159 istituti e uffici di collegamento in 98 paesi. Conta circa un migliaio di altre strutture e partner di cooperazione stranieri in tutto il mondo, alle quali il Goethe-Institut fornisce sostegno finanziario e/o misure per la consulenza e la garanzia della qualità.
Dal 2020 Carola Lentz è la nuova presidente del Goethe-Institut.

### Finanziamenti
Il Goethe-Institut è finanziato principalmente dal governo tedesco, conta circa 3000 dipendenti e un budget complessivo di circa 366 milioni di euro, oltre la metà dei quali finanziati da tasse scolastiche. Il Goethe-Institut offre inoltre borse di studio a studenti stranieri che vogliono diventare insegnanti di lingua tedesca.
Dal 2007 per la prima volta dopo anni di sussidi decrescenti il Goethe-Institut ha ricevuto sovvenzioni più elevate allo scopo di ristrutturare l'organizzazione e renderla più flessibile ed efficiente. Ciò ha comportato una ristrutturazione e ridimensionamento della sede centrale nonché uno spostamento di competenze e responsabilità verso gli istituti regionali. Il budget annuale destinato al Goethe-Institut nel 2015 è stato di circa 387 milioni di euro.
Ammontano a circa 157 milioni di euro le entrate provenienti dai corsi di lingua e tasse d'esame presso le sedi in Germania e all'estero, più donazioni di terzi e sponsorizzazioni.
Per gli istituti all'estero sono disponibili sovvenzioni governative; i tredici Goethe-Institut in Germania si finanziano attraverso la vendita di corsi di lingua.

## Esami
L'istituto Goethe ha creato una serie di esami per studenti di tedesco come lingua straniera (Deutsch als Fremdsprache, DaF) per tutti i livelli dal livello di primo grado A1 fino al livello C2 (paragonabile al madrelingua). Queste certificazioni possono essere ottenute sia in Germania che all'estero e sono conformi al quadro comune europeo di riferimento per la conoscenza delle lingue (QCER) e a tutti gli standard per i test linguistici europei. Di seguito è riportata una tabella degli esami di base Goethe-Institut che rientrano nello schema: 
| Livello QCER | Esame Goethe-Institut                                                                                        | Totale ore necessarie (45 minuti) |
| C2           | Goethe-Zertifikat C2: Großes Deutsches Sprachdiplom (ex Zentrale Oberstufenprüfung)                          | 1000                              |
| C1           | Goethe-Zertifikat C1 (ex Zentrale Mittelstufenprüfung)                                                       | 800 - 1000                        |
| B2           | Goethe-Zertifikat B2 (Zertifikat Deutsch für den Beruf) [esistono una versione per adulti e una per ragazzi] | 600 - 800                         |
| B1           | Goethe-Zertifikat B1 (ex Zertifikat Deutsch) [esistono una versione per adulti e una per ragazzi]            | 350 - 650                         |
| A2           | Goethe-Zertifikat A2: Start Deutsch 2 (per adulti)/Fit in Deutsch 2 (per ragazzi)                            | 200 - 350                         |
| A1           | Goethe-Zertifikat A1: Start Deutsch 1 (per adulti)/Fit in Deutsch 1 (per ragazzi)                            | 80 - 200                          |

## Riconoscimenti
Nel 2007 il Goethe-Institut ha ricevuto il premio "Konrad Duden" per i "servizi di insegnamento e diffusione della lingua tedesca in tutto il mondo".